# Donatizmus
A donatizmus észak-afrikai mozgalom és keresztény egyházi szervezet volt a 4. században és az 5. század elején. Önértelmezése szerint a tiszták és szentek Lélekkel eltöltött egyháza volt. 

## Története
Nevét vezetőjétől, Donáttól  kapta, ki azt tanította, hogy az igazi egyház csak ő náluk található meg, mert közöttük nincsenek bűnösök, míg a katolikus egyház bűnös tagjai miatt megszűnt Krisztus valódi egyháza lenni; és hogy a szentségek érvényessége az azokat kiszolgáltatók szentségétől függ. Nem fogadták el Caecilianus  311-es püspökké szentelését, mert a felszentelő a Diocletianus alatti keresztényüldözés során traditor lett, vagyis önként átadta a hatóságoknak a Biblia példányait. A karthágói püspökök egy másik püspököt szenteltek fel, akit hamarosan az irányzat névadója, Donát (Donatus) követett a püspöki székben. E felekezet a karthágói egyházban eredt, majd innen tovább terjedt Afrikában.
Ellenfeleik, különösen Ágoston azt hangsúlyozta, hogy a szentségkiszolgáltató fogyatékosságai nem érvénytelenítik a szentséget, mert a szentségek kiszolgáltatója maga Krisztus. Ő az állami kényszert is helyeselte a donatistáknak a nagyegyházba való visszaterelése érdekében. 
Nagy Konstantin Caeciliánt ismerte el törvényes püspöknek, majd Miltiadész pápa a galliai és itáliai püspökkel zsinatot tartott, mely Caeciliánt az ellene emelt vádak alól felmentette, míg a donatistákat elítélték. A lateráni (313) és az arles-i (314) szinódus is elítélte a donatizmus által képviselt teológiai nézeteket. Konstantin bezáratta a templomaikat és püspökeiket száműzte.
A szigorú mozgalom pártokra szakadt; forradalmár híveit, akik törekedtek a vértanúságra, üldözte az államegyház. A donatizmusnak végül a vandálok afrikai győzelme (430) vetett véget. 